# Denhoff (herb książęcy)
Denhoff III (Denhof Książę) – polski herb książęcy, odmiana herbu Dzik. Herb własny polskiej gałęzi rodziny Dönhoffów.

## Opis herbu

### Opis historyczny
Juliusz Ostrowski blazonuje herb następująco:

W polu srebrnem czarna głowa dzicza. Nad koroną hrabiowską hełm, w koronie którego pól czarnego dzika, przeszytego dwoma oszczepami na krzyż ukośnie do góry. Labry czarne podbite srebrem. Tarczę okrywa płaszcz książęcy i mitra.

### Opis współczesny
Opis skonstruowany współcześnie brzmi następująco:
Na tarczy o polu srebrnym głowa dzika w prawą stronę skierowana.
Nad tarczą korona hrabiowska, a nad nią hełm, w którego klejnocie pół czarnego dzika, przeszytego dwiema włóczniami, na krzyż ukośnie do góry.
Całość otacza płaszcz heraldyczny,
Płaszcz zwieńcza mitra książęca.

## Geneza
Polska gałąź niemieckiej rodziny Dönhoffów otrzymała w osobie Kacpra Denhoffa wyniesienie do godności książęcej przez Ferdynanda III, cesarza SIR dnia 8 sierpnia r. 1687. 

## Herbowni
Informacje na temat herbownych w artykule sporządzone zostały na podstawie wiarygodnych źródeł, zwłaszcza klasycznych i współczesnych herbarzy. Należy jednak zwrócić uwagę na częste zjawisko przypisywania rodom szlacheckim niewłaściwych herbów, szczególnie nasilone w czasie legitymacji szlachectwa przed zaborczymi heroldiami, co zostało następnie utrwalone w wydawanych kolejno herbarzach. Identyczność nazwiska nie musi oznaczać przynależności do danego rodu herbowego. Przynależność taką mogą bezspornie ustalić wyłącznie badania genealogiczne.
Pełne listy herbownych nie są dziś możliwe do odtworzenia, także ze względu na zniszczenie i zaginięcie wielu akt i dokumentów w czasie II wojny światowej (m.in. w czasie powstania warszawskiego w 1944 spłonęło ponad 90% zasobu Archiwum Głównego w Warszawie, gdzie przechowywana była większość dokumentów staropolskich). Nazwisko znajdujące się w artykule pochodzi z Księgi herbowej rodów polskich, Juliusza Ostrowskiego. Występowanie danego nazwiska w artykule nie musi oznaczać, że konkretna rodzina pieczętowała się herbem Denhoff III. Często te same nazwiska są własnością wielu rodzin reprezentujących wszystkie stany dawnej Rzeczypospolitej, tj. chłopów, mieszczan, szlachtę. Herb Denhoff III jest herbem własnym, wiec do jego używania uprawniona jest zaledwie jedna rodzina: Dönhoffowie.